# Copernicia
A Copernicia az egyszikűek (Liliopsida) osztályának pálmavirágúak (Arecales) rendjébe, ezen belül a pálmafélék (Arecaceae) családjába tartozó nemzetség.

## Előfordulásuk
A legtöbb Copernicia-faj Kuba területén található meg. A 28 fajból és hibridből csak 3 él a dél-amerikai kontinensen. A nemzetség legfontosabb faja a karnaubapálma (Copernicia prunifera), amelyből a karnaubaviaszt nyerik.

## Rendszerezés
A nemzetségbe az alábbi 28 faj és hibrid tartozik:
- Copernicia alba Morong, Ann. New York Acad. Sci. 7: 246 (1893)
- Copernicia baileyana León, Revista Soc. Geogr. Cuba 4: 22 (1931)
- Copernicia berteroana Becc., Webbia 2: 150 (1908)
- Copernicia brittonorum León, Revista Soc. Geogr. Cuba 4: 19 (1931)
- Copernicia x burretiana León, Mem. Soc. Cub. Hist. Nat. Felipe Poey 10: 208 (1936)
- Copernicia cowellii Britton & P.Wilson, Bull. Torrey Bot. Club 41: 17 (1914)
- Copernicia curbeloi León, Revista Soc. Geogr. Cuba 4: 23 (1931)
- Copernicia curtissii Becc., Webbia 2: 176 (1908)
- Copernicia ekmanii Burret, Kongl. Svenska Vetensk. Acad. Handl., III, 6(7): 5 (1929)
- Copernicia fallaensis León, Revista Soc. Geogr. Cuba 4: 21 (1931)
- Copernicia gigas Ekman ex Burret, Kongl. Svenska Vetensk. Acad. Handl., III, 6(7): 3 (1929)
- Copernicia glabrescens H.Wendl. ex Becc., Webbia 2: 170 (1908)
- Copernicia hospita Mart., Hist. Nat. Palm. 3: 243 (1838)
- Copernicia humicola León, Mem. Soc. Cub. Hist. Nat. Felipe Poey 10: 22 (1936)
- Copernicia longiglossa León, Mem. Soc. Cub. Hist. Nat. Felipe Poey 10: 210 (1936)
- rakottszoknyáspálma (Copernicia macroglossa) Schaedtler, Hamburger Garten- Blumenzeitung 31: 160 (1875)
- Copernicia molinetii León, Revista Soc. Geogr. Cuba 4: 25 (1931)
- Copernicia x occidentalis León, Mem. Soc. Cub. Hist. Nat. Felipe Poey 10: 218 (1936)
- Copernicia oxycalyx Burret, Kongl. Svenska Vetensk. Acad. Handl., III, 6(7): 6 (1929)
- karnaubapálma (Copernicia prunifera) (Mill.) H.E.Moore, Gentes Herb. 9: 24a (1963)
- Copernicia rigida Britton & P.Wilson, Bull. Torrey Bot. Club 41: 17 (1914)
- Copernicia roigii León, Revista Soc. Geogr. Cuba 4: 17 (1931)
- Copernicia × shaferi Dahlgren & Glassman, Principes 3: 88 (1959)
- Copernicia x sueroana León, Revista Soc. Geogr. Cuba 4: 14 (1931)
- Copernicia tectorum (Kunth) Mart., Hist. Nat. Palm. 3: 243 (1838)
- Copernicia × textilis León, Revista Soc. Geogr. Cuba 4: 24 (1931)
- Copernicia × vespertilionum León, Revista Soc. Geogr. Cuba 4: 27 (1931)
- Copernicia yarey Burret, Kongl. Svenska Vetensk. Acad. Handl., III, 6(7): 7 (1929)